# Bala Ərəblər
Bala Ərəblər è un comune dell'Azerbaigian situato nel distretto di Bərdə. Conta una popolazione di 941 abitanti.